# Сафа, Мухаммед
Мухаммед Сафа (азерб. Məhəmməd Səfa) полное имя Мухаммед Мешади Хусейн оглы Сафа (азерб. Məhəmməd Məşədi Hüseyn oğlu Səfa; 1851, Шемахинский уезд, Бакинская губерния, Российская империя — 1876, Шемахинский уезд, Бакинская губерния, Российская империя) — азербайджанский поэт XIX века, член литературного общества Бейтус-сафа.

## Биография
Мухаммад Сафа родился в Шемахе в 1851 году. Образование получил в медресе, владел арабским и персидским языками. В 1876 году Шемахе между ним и человеком по имени Хусейн произошел спор, что позже произросло во вражду. Затем этот человек пришел ночью в дом Сафы, позвал его на улицу и убил.

## Творчество
Мухаммед Сафа обладал талантом к импровизированной поэзии. Он очень любил эрудированные беседы и пользовался симпатией Сеид Азима Ширвани, в его доме собирались поэты литературного общества «Бейтус-сафа». Сафа был уважаемым среди коллег. Сафа обладал особым умением писать памфлеты, и он не стеснялся писать даже о поэтах «Бейтус-сафа», собравшихся в его доме и членом которой он был.